# Glyphotaelius selysii
Glyphotaelius selysii là một loài Trichoptera trong họ Limnephilidae. Chúng phân bố ở miền Cổ bắc.